# Vredesbos
Een vredesbos is een aanplanting in het kader van het project "vredesbossen". 
Het project van de Vereniging voor Bos in Vlaanderen heeft de steun van de Vlaamse overheid, omdat het de link wil leggen tussen natuur, vrede en klimaat, en kadert in de DuLoMi-actie (Duurzaam Lokaal Milieubeleid). Een bos staat symbool voor de strijd tegen de opwarming van de aarde. De term vredesbos verwijst naar het middeleeuws gebruik om na het beëindigen van een conflict een "vredesboom" (dikwijls een linde) te planten.
Het eerste vredesbos komt in Hasselt in een gebied dat de littekens van de bombardementen van de Tweede Wereldoorlog draagt: Tommelen.